# Риминско сражение
Риминското сражение се провежда между 13 и 21 септември 1944 г. като част от операция „Олив“ – главното съюзническо настъпление срещу Готската линия между август и септември 1944 г., част от италианската кампания на Втората световна война. Римини, град на Адриатическото крайбрежие на Италия, е ключов за защитната линията Римини. Една от трите защитни линии на Готската линия.
През войната Римини е цел на 373 въздушни нападения, около 1 470 000 патрона са изстреляни в боевете за града от съюзническите сухопътни войски и до края на битката само 2% от всички сгради остават невредими. 